# فرانتیشک رایتورال
فرانتیشک رایتورال (به چکی: František Rajtoral) (زاده ۱۲ مارس ۱۹۸۶ درگذشته ۲۳ آوریل ۲۰۱۷) بازیکن فوتبال اهل جمهوری چک بود. همچنین پست تخصصی او مدافع بود.

## تیم ملی
وی سابقه ۵ بازی ملی برای تیم ملی فوتبال جمهوری چک در کارنامه داشت.